# John Dunbar (comte de Moray)
Pour les articles homonymes, voir John Dunbar.
John Dunbar, comte de Moray (mort en 1390) était un noble écossais.

## Biographie
Moray est le fils de Patrick Dunbar et d'Isabelle Randolph, une des filles de Thomas Randolph, 1er comte de Moray. Ainsi, il est le neveu et héritier du précédent comte de Moray, John Randolph, mort en 1346. Cependant, il ne recevra le titre qu'en 1374.
Il est le frère cadet de Georges Dunbar. 
Il est l'un des compagnons d'armes de James Douglas, 2e comte de Douglas, et participe à ses côtés à la bataille d'Otterburn en août 1388.
Il meurt à York en 1390 après avoir été mortellement blessé lors d'un tournoi par le comte de Nottingham Thomas de Mowbray.